# 스테디셀러
스테디셀러(steady seller)는 오랜 기간 꾸준히 잘 팔리는 책이다. 한정된 기간 동안 많이 판매되는 베스트셀러와 달리, 판매량에 상관 없이 장기간 인기를 누리는 책이다.

## 같이 보기
- 고전(Classic book)
- 베스트셀러